# Nancy Gay
Nancy Gay (Buenos Aires), es una actriz argentina, fue integrante del elenco de La pelu durante 2 años, telecomedia protagonizada por Florencia de la V que se transmitió en vivo por Telefe. Asimismo formó parte del elenco de la sitcom Loco x Vos (emitida por Telefe), adaptación de la exitosa versión estadounidense Mad About You de Sony Pictures Television. También se desempeña como monologuista de humor y es docente de escritura humorística e interpretación en el estilo stand up. 

## Biografía
Nació en la ciudad de Buenos Aires, comenzó sus estudios teatrales a los 16 años con Eduardo Cherf (egresado del Conservatorio Nacional de arte dramático) en El Teatrón.
A los 19 años se trasladó a España y participó en la obra en gallego Alvo Neves e as sete perdidiñas. En su regreso a Buenos Aires ingresó al IUNA. Luego se formó en actuación con Helena Tritek y en otras disciplinas teatrales como clown, bufón e improvisación con Osqui Guzmán, Marcelo Savignone. En danza se formó con Ana Frenkel y Ana Azcurra. En canto con Corina Strik y Mauricio Mayer.
Participó como actriz en varias producciones, entre ellas la ópera La Traviata en el Luna Park, con dirección de Daniel Suárez Marsal. La ópera Carmen, también en el Luna Park, con dirección de Eva Halac. Lo mío es peor, en el Teatro Cervantes, con dirección de Oscar Martínez, entre otras. Fue monologuista de humor en el teatro El Farabute, participando del espectáculo El varieté del Farabute, nominado al premio ACE y ganador del premio Clarín.
Reemplazó al rol protagónico de la obra En el cuarto de al lado con dirección de Helena Tritek en el Teatro Apolo.
Se desempeñó como monologuista en Señales de Humor, durante siete temporadas en el Paseo La Plaza.
Durante el año 2015 protagonizó el unipersonal Casa Duele en El Estepario Teatro. 
En televisión participó en Primicias (Pol-Ka), Ciudad Internet (Endemol), Los Comediantes (Canal 12 – Uruguay), durante dos años fue parte del elenco estable del programa La pelu por Telefe y actualmente forma parte del elenco de la sitcom Loco por vos (emitida por Telefe).
También desempeñó el rol de directora en la obra Reality Shakespeare, Fragmentadas y Bocas InCorrectas.
Actualmente presente su unipersonal Puta Madre en teatros de Buenos Aires y el interior del país.

## Premios y nominaciones
| Año  | Premiación            | Categoría  | Trabajo | Resultado | Ref.        |
| ---- | --------------------- | ---------- | ------- | --------- | ----------- |
| 2013 | Premios Martín Fierro | Revelación | La pelu | Nominada  | [ 2 ] [ 3 ] |